# Neacomys spinosus
Neacomys spinosus es una especie de roedor miomorfo de la familia Cricetidae nativa de América del Sur.

## Hábitat y distribución geográfica
Habita en las áreas del límite entre el bosque y los espacios abiertos en regiones de la tierra baja y estribaciones andinas, desde el centro oeste de Brasil hasta el sureste de Colombia, este de Ecuador, este de Perú y al norte y centro de Bolivia.

## Biología
Es una especie nocturna y se alimenta de semillas, insectos y frutos. El tamaño de la camada varía de dos a cuatro crías.